# Bob ai XX Giochi olimpici invernali

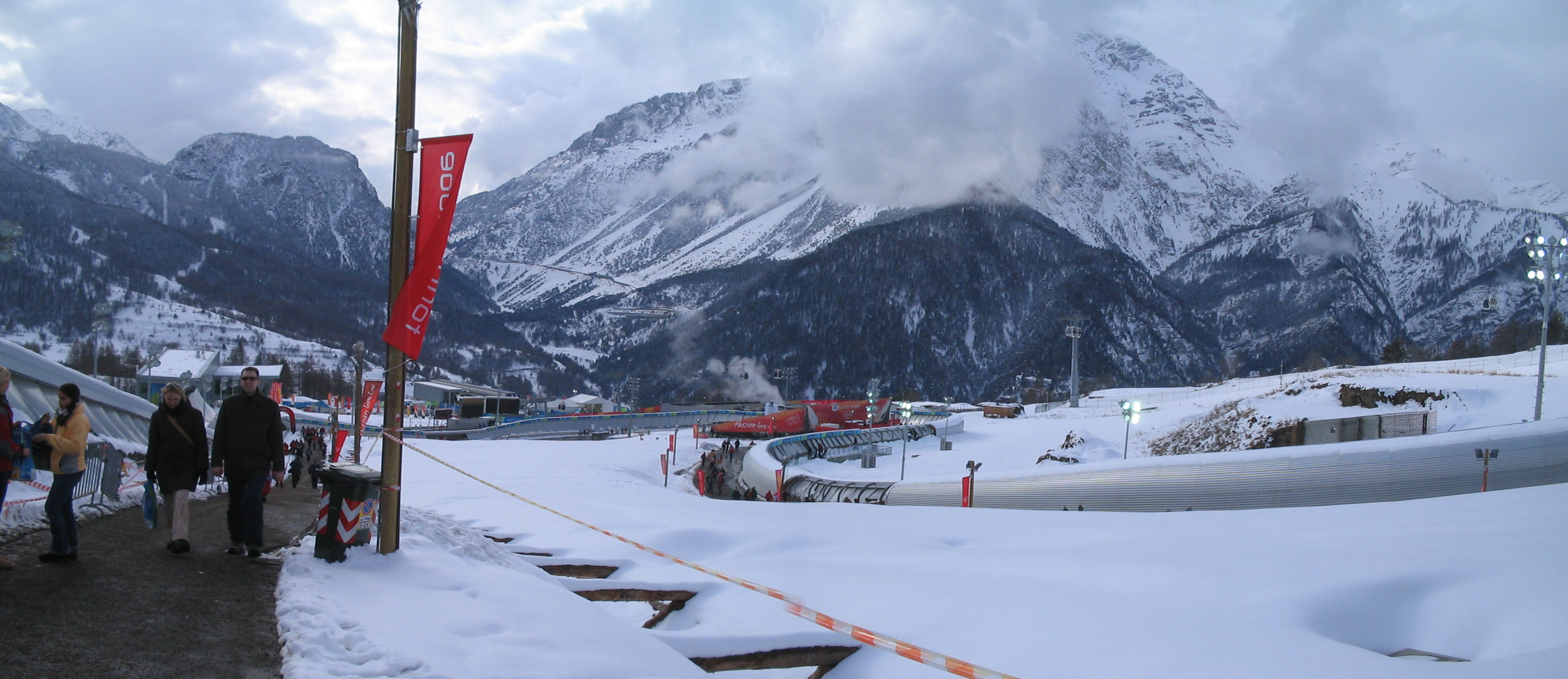
La pista di bob, skeleton e slittino di Cesana Pariol

Le gare di bob ai XX Giochi olimpici invernali di Torino in Italia si sono svolte dal 18 al 25 febbraio 2006 sulla pista Cesana Pariol, nel territorio comunale di Cesana Torinese, a circa 90  km di distanza da Torino. Erano in programma tre competizioni: il bob a due uomini e quello donne ed il bob a quattro uomini.

## Calendario
| Bob ai XX Giochi olimpici invernali | Bob ai XX Giochi olimpici invernali | Bob ai XX Giochi olimpici invernali | Bob ai XX Giochi olimpici invernali | Bob ai XX Giochi olimpici invernali | Bob ai XX Giochi olimpici invernali | Bob ai XX Giochi olimpici invernali | Bob ai XX Giochi olimpici invernali | Bob ai XX Giochi olimpici invernali | Bob ai XX Giochi olimpici invernali | Bob ai XX Giochi olimpici invernali | Bob ai XX Giochi olimpici invernali | Bob ai XX Giochi olimpici invernali | Bob ai XX Giochi olimpici invernali | Bob ai XX Giochi olimpici invernali | Bob ai XX Giochi olimpici invernali | Bob ai XX Giochi olimpici invernali | Bob ai XX Giochi olimpici invernali | Bob ai XX Giochi olimpici invernali | Bob ai XX Giochi olimpici invernali |
| Febbraio '06                        | 10                                  | 11                                  | 12                                  | 13                                  | 14                                  | 15                                  | 16                                  | 17                                  | 18                                  | 19                                  | 20                                  | 21                                  | 22                                  | 23                                  | 24                                  | 25                                  | 26                                  | Totale                              |                                     |
| ----------------------------------- | ----------------------------------- | ----------------------------------- | ----------------------------------- | ----------------------------------- | ----------------------------------- | ----------------------------------- | ----------------------------------- | ----------------------------------- | ----------------------------------- | ----------------------------------- | ----------------------------------- | ----------------------------------- | ----------------------------------- | ----------------------------------- | ----------------------------------- | ----------------------------------- | ----------------------------------- | ----------------------------------- | ----------------------------------- |
| Uomini                              |                                     |                                     |                                     |                                     |                                     |                                     |                                     |                                     | 1ª e 2ª manche bob a 2              | 3ª e 4ª manche bob a 2              |                                     |                                     |                                     |                                     | 1ª e 2ª manche bob a 4              | 3ª e 4ª manche bob a 4              |                                     | 2                                   |                                     |
| Donne                               |                                     |                                     |                                     |                                     |                                     |                                     |                                     |                                     |                                     |                                     | 1ª e 2ª manche bob a 2              | 3ª e 4ª manche bob a 2              |                                     |                                     |                                     |                                     |                                     | 1                                   |                                     |
| Totale                              |                                     |                                     |                                     |                                     |                                     |                                     |                                     |                                     |                                     | 1                                   |                                     | 1                                   |                                     |                                     |                                     | 1                                   |                                     | 3                                   |                                     |

## Atleti iscritti
| America (28)                                                                           | America (28)                                                                   | America (28)                                                                |
| -------------------------------------------------------------------------------------- | ------------------------------------------------------------------------------ | --------------------------------------------------------------------------- |
| - Brasile (4)                                                                          | - Canada (12)                                                                  | - Stati Uniti (12)                                                          |
| Asia (4)                                                                               |                                                                                |                                                                             |
| - Giappone (4)                                                                         |                                                                                |                                                                             |
| Europa (144)                                                                           |                                                                                |                                                                             |
| - Austria (4) - Croazia (2) - Francia (5) - Germania (13) - Italia (12) - Lettonia (9) | - Monaco (2) - Paesi Bassi (8) - Polonia (4) - Rep. Ceca (5) - Regno Unito (6) | - Romania (6) - Russia (10) - Slovacchia (4) - Svizzera (10) - Ungheria (4) |
| Oceania (4)                                                                            |                                                                                |                                                                             |
| - Australia (4)                                                                        | - Nuova Zelanda (4)                                                            |                                                                             |

## Podi

### Uomini
| Evento                   | Oro                                                      | Tempo   | Argento                                                                   | Tempo   | Bronzo                                                         | Tempo   |
| Bob a due (dettagli)     | Germania André Lange Kevin Kuske                         | 3'43"38 | Canada Pierre Lueders Lascelles Brown                                     | 3'43"59 | Svizzera Martin Annen Beat Hefti                               | 3'43"73 |
| Bob a quattro (dettagli) | Germania André Lange René Hoppe Kevin Kuske Martin Putze | 3'40"42 | Russia Aleksandr Zubkov Filipp Egorov Aleksej Selivërstov Aleksej Voevoda | 3'40"55 | Svizzera Martin Annen Thomas Lamparter Beat Hefti Cédric Grand | 3'40"83 |

### Donne
| Evento               | Oro                                           | Tempo   | Argento                                    | Tempo   | Bronzo                                     | Tempo   |
| Bob a due (dettagli) | Germania Sandra Kiriasis Anja Schneiderheinze | 3'49"98 | Stati Uniti Shauna Rohbock Valerie Fleming | 3'50"69 | Italia Gerda Weißensteiner Jennifer Isacco | 3'51"01 |

## Medagliere

### Medagliere per nazioni
| Pos.   | Paese       | Oro | Argento | Bronzo | Totale |
| ------ | ----------- | --- | ------- | ------ | ------ |
| 1      | Germania    | 3   | 0       | 0      | 3      |
| 2      | Canada      | 0   | 1       | 0      | 1      |
| 2      | Russia      | 0   | 1       | 0      | 1      |
| 2      | Stati Uniti | 0   | 1       | 0      | 1      |
| 5      | Svizzera    | 0   | 0       | 2      | 2      |
| 6      | Italia      | 0   | 0       | 1      | 1      |
| Totale | Totale      | 3   | 3       | 3      | 9      |